# 어러니처퍼트

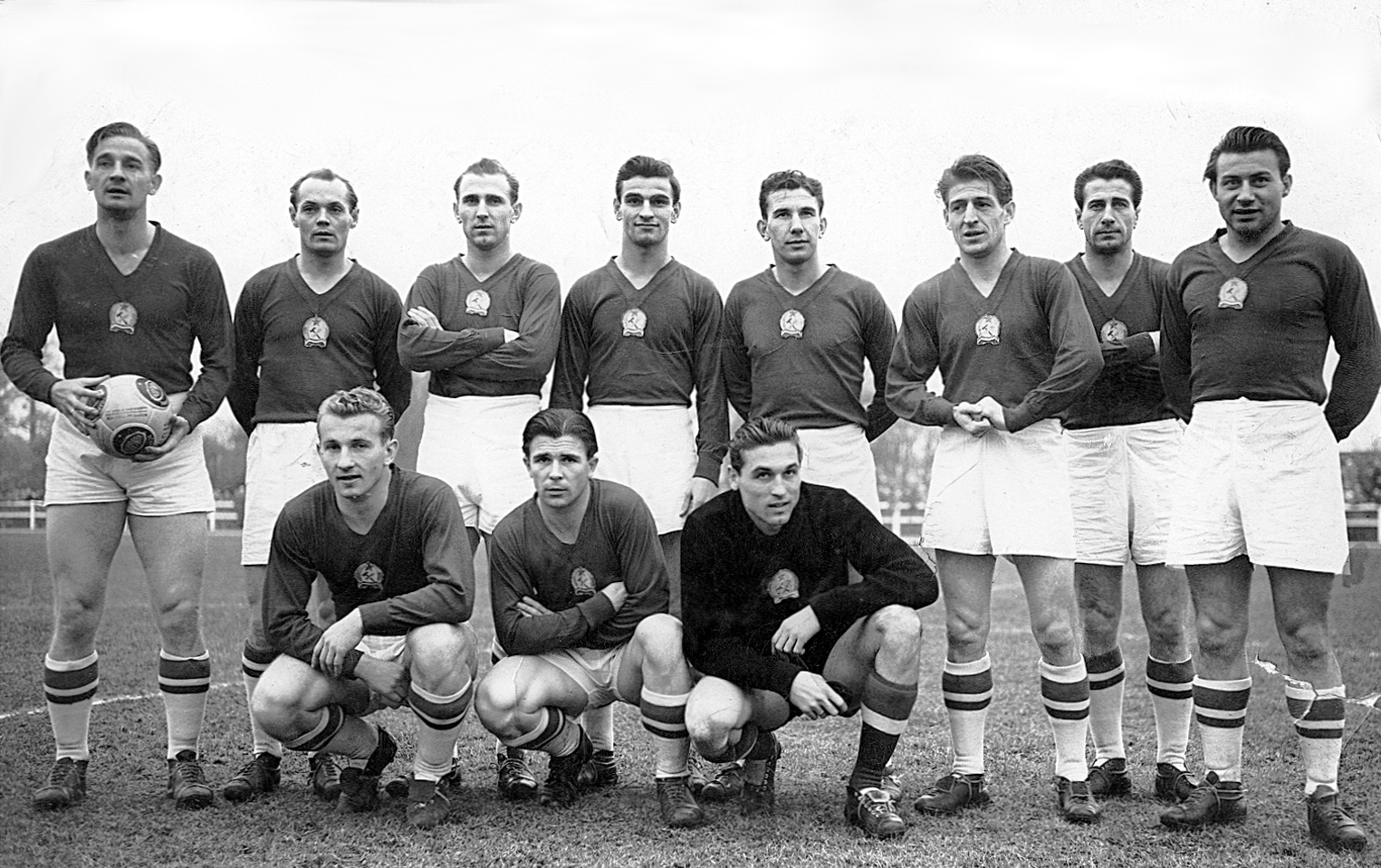
어러니처퍼트 (1953년)

어러니처퍼트(헝가리어: Aranycsapat, 황금의 팀)는 1950년대의 헝가리 축구 국가대표팀을 일컫는 말이다. 이 팀은 몇 기의 주요 경기를 치르었는데, 그 중에는 잉글랜드와의 1953년 "세기의 경기"와, 1954년 FIFA 월드컵의 브라질과의 8강전, ("베른의 난투극") 우루과이와의 준결승전, 그리고 서독과의 결승전 ("베른의 기적") 이 있다. 이 팀은 1956년 헝가리 봉기 전까지 당시 축구계에 큰 영향을 미치던 강호들인 잉글랜드, 우루과이, 그리고 소련을 상대로 승리를 거두었다.
1950년과 1956년 사이, 이 팀은 42승 7무에 겨우 1패만을 기록하였는데, 이 1패는 서독과의 1954년 월드컵 결승전이었다. Elo 랭킹에서 2014년에 독일이 4번째 FIFA 월드컵 우승을 거두기 전까지 헝가리 국가대표팀은 역대 최고점을 기록하였다. (2166점, 1954년 6월, 이 기록은 독일이 2014년 7월에 4번째 FIFA 월드컵을 우승하면서 2200점을 획득해 경신했다.)
이 팀은 "토탈 풋볼"의 초기 형태를 성공적으로 정착시켰고, 이후 이 전술은 1970년대에 네덜란드가 사용하게 되었다. 이 팀은 용병술과 전술에 혁신을 불러왔고, 이는 이후 다수의 경기에 도입되었다. 이는 냉전 당시 공산주의 정권이 서방과의 전쟁에 대한 선전에서 공산주의의 상징적인 존재이기도 하였다.